# Glenn Springs (Texas)
Pour les articles homonymes, voir Glenn Springs.
Glenn Springs est une ancienne localité et dorénavant une ville fantôme, d'importance historique, qui était située dans l'actuel parc national de Big Bend, au sud du comté de Brewster, au Texas, aux États-Unis,.

## Histoire
La région de Glenn Springs était une source naturelle, en anglais : spring, fournissant de l'eau aux Apaches et aux Kiowas qui empruntaient le passage de Grand Indian Crossing à Boquillas (en). Les tribus Comanches y imploraient le passage d'eau douce sur le Comanche Trail (en), lors de leurs chevauchées en provenance et à destination du plateau mexicain, de la sierra Madre orientale et de la sierra Nevada du Mexique.
La colonie rurale était située à 16 kilomètres au sud-sud-est du centre d'accueil de Panther Junction, dans ce qui est aujourd'hui le parc national de Big Bend et n'est accessible que par véhicule à haut dégagement. Le service des parcs nationaux gère un camping d'arrière-pays à Glenn Springs.

## Occupation militaire
Glenn Springs était un campement militaire, qui a été attaqué par les troupes du général mexicain Pancho Villa, le 5 mai 1916, tuant un civil, trois soldats de l'armée américaine et blessant plusieurs autres personnes de la troupe.
Le raid de Glenn Springs (en) a lieu 57 jours après la célèbre attaque sur Columbus, au Nouveau-Mexique.
Le camp est abandonné en 1920, avant qu'il ne soit achevé.